# 陈尊荣
陈尊荣（1962年10月20日—），福建永春人，中国男子跳远运动员。他曾3次打破男子跳远亚洲纪录，参加1988年夏季奥运会和1992年夏季奥运会，还曾获得1990年亚洲运动会男子跳远金牌。他的個人最佳成績是於1992年5月在靜岡取得的8.36米。